# Luzijada
Luzijada (portugalsko Os Lusiadas), tudi Luzitanci) je zgodovinski ep največjega portugalskega pesnika Camõesa.
Naslov epa, ki je prvič izšel 1572, tri leta po avtorjevi vrnitvi iz Indije, je mitološki, ker je bojda ustanovil Portugalsko Bakhov sin Luz (tudi Luso) in zato naj bi se Portugalci imenovali Luzitanci, Portugalska pa Luzitanija.
Delo, ki se zgleduje po Vergilijevi Eneidi, je poskus »regularnega zgodovinskega epa«. Luzijada je napisana v bogatem in preprostem jeziku. Naslov Luzijada (Os Lusiadas) pomeni, da ne opeva posameznih junakov, ampak portugalsko zgodovino, junake in kralje, predvsem pa odkritje in osvojitev Indije. Osrednje dogajanje je potovanje velikega pomorščaka Vasca da Gama (od leta 1497 do 1498), ki je razširil portugalsko kolonialno posest v Afriki in njegov prihod v Indijo; v ta okvir so vložene pripovedi o prejšnjih portugalskih junakih in kraljih. Ep je napisan v oktavah in se odlikuje zlasti s prelepimi opisi tujih krajev, ki jih je Camões tudi sam prepotoval.

## Notranja struktura
Pesem je sestavljena iz desetih spevov, vsak z različnim številom kitic (skupaj 1102). Napisana je v desetzložnem slogu ottava rima, ki ima shemo rime ABABABCC in vsebuje skupno 8816 verzov.
Pesem je sestavljena iz štirih delov:
- Uvod (propozicija – predstavitev teme in junakov pesmi)
- Invokacija – molitev k Tagidom, nimfam reke Tajo;
- Posvetilo – (Sebastijanu Portugalskemu)
- Pripoved (sam ep) – začne se v 19. kitici prvega speva, in medias res (dobesedno »v središče dogajanja«), se odpre sredi dogajanja, ozadje pa je povedano kasneje v epu.

Pripoved se zaključi z epilogom, ki se začne v 145. kitici desetega speva. Najpomembnejši del Os Lusíadas, prihod v Indijo, je bil postavljen na točko v pesmi, ki delo deli po zlatem rezu na začetku sedmega speva.

## Ključni pojmi

### Junaki
Junaki epa so Lusiadi (Lusíadas), Lususovi sinovi – z drugimi besedami, Portugalci. Začetne kitice Jupitrovega govora v Concílio dos Deuses Olímpicos (Svet olimpskih bogov), ki odpirajo pripovedni del, poudarjajo hvalevredno usmerjenost avtorja.
V teh kiticah Camões govori o prvem in drugem Virijatu in Kvintu Sertoriju, Luzitancem, ljudstvu, ki ga je usoda vnaprej določila za doseganje velikih dejanj. Jupiter pravi, da njihova zgodovina to dokazuje, saj je ta majhen narod, potem ko je zmagal proti Mavrom in Kastiljcem, odkril nove svetove in v skladu z narodi uveljavil svoj zakon. Na koncu pesmi, na Otoku ljubezni, izmišljenem finalu slavnega potovanja po portugalski zgodovini, Camões zapiše, da se je strah, ki ga je nekoč izrazil Bakh, potrdil: da bodo Portugalci postali bogovi.
Izjemna portugalska odkritja in »novo kraljestvo, ki so ga tako zelo povzdignili« (novo reino que tanto sublimaram) na Vzhodu, zagotovo pa tudi nedavna in izjemna dejanja »močnega Castra« (»Castro forte«, podkralja Dom João de Castra), ki je umrl nekaj let pred pesnikovim prihodom v indijske dežele, so bili odločilni dejavniki pri Camõesovem dokončanju portugalskega epa. Camões je svojo mojstrovino posvetil portugalskemu kralju Sebastjanu.

### Pripovedovalci in njihovi govori
Velika večina pripovedi v Luzijadi je sestavljena iz vzvišenih govorov različnih govorcev: glavnega pripovedovalca; Vasca da Game, prepoznanega kot »zgovornega kapitana« (facundo capitão); Paula da Game; Tetide; in Sirene, ki v desetem spevu napoveduje prihodnost. Pesnik prosi Tagide (nimfe reke Tajo), naj mu dajo »visok in vzvišen zvok, / vzvišen in tekoč slog« (um som alto e sublimado, / Um estilo grandíloquo e currente). V nasprotju s slogom lirične poezije ali »skromnega verza« (verso humilde) razmišlja o tem vznemirljivem tonu govorništva. V pesmi je nekaj govorov, ki so kratki, a opazni, vključno z Jupitrovim in govorom Starca iz Restela.
Prisotni so tudi opisni odlomki, kot so opis palač Neptuna in Zamorimov iz Kožikode, locus amoenus (idealiziran kraj varnosti ali udobja) Otoka ljubezni (IX. spev), večerja v palači Tetide (X. spev) in Gamino oblačilo (konec II. speva). Včasih so ti opisi kot diaprojekcija, v kateri nekdo prikaže vsako od opisanih stvari; primeri vključujejo geografski začetek Gaminega govora kralju Malindija, nekatere skulpture palač Neptuna in Zamorimov, govor Paula da Game Katualu in »Stroj sveta« (Máquina do Mundo).
Primeri dinamičnih opisov vključujejo »bitko« za Mozambiški otok, bitki pri Ouriqueu in Aljubarroti ter nevihto. Camões je mojster teh opisov, ki jih zaznamujejo glagoli gibanja, obilje vizualnih in zvočnih občutkov ter izrazne aliteracije. Veliko je tudi liričnih trenutkov. Ta besedila so običajno pripovedno-opisna. To velja za začetni del epizode Žalostnih Inês, zadnji del epizode Adamastorja in srečanje na Otoku ljubezni (IX. spev). Vsi ti primeri so podobni eklogam (idilična pesem o pastirskem življenju, navadno v obliki dialoga).
Pesnik večkrat prevzame ton objokovanja, kot na primer na koncu prvega speva, v delih govora Starca iz Restela, na koncu petega speva, na začetku in koncu sedmega speva ter v zadnjih kiticah pesmi. Velikokrat da Gama v zahtevnih trenutkih izbruhne v govor: v Mombasi (II. spev), ob pojavu Adamastorja in sredi groze nevihte. Pesnikove invokacije k Tagidom in nimfam iz Mondega (I. in VII. spev) ter k Kaliopi (začetek III. in X. speva) so v tipološkem smislu prav tako govora. Vsaka od teh vrst govora kaže slogovne posebnosti.

## Povzetki spevov

### Prvi spev
Ep se začne s posvetilnim delom, kjer pesnik izkaže poklon Vergiliju in Homerju. Prva vrstica posnema uvodno vrstico Eneide in izkazuje upanje poln poklon mlademu kralju Sebastjanu. Zgodba nato (posnemajoč klasične epe) prikazuje grške bogove, ki bdijo nad potovanjem Vasca da Game. Tako kot so si bogovi razdelili zvestobo med potovanji Odiseja in Eneja, se tukaj Veneri, ki je naklonjena Portugalcem, upira Bakh, ki je tukaj povezan z vzhodom in zameri posegu na njegovo ozemlje. Potovanje Vasca da Game srečamo in medias res, ko sta že obkrožila Rt dobrega upanja. Na Bakhovo pobudo, ki je preoblečen v Mavra, lokalni muslimani načrtujejo napad na raziskovalca in njegovo posadko.

### Drugi spev
Dva izvidnika, ki ju je poslal Vasco da Gama, zavede lažni oltar, ki ga je ustvaril Bakh, da mislita, da so med muslimani kristjani. Raziskovalce tako zvabijo v zasedo, a jim s pomočjo Venere uspe preživeti. Venera prosi svojega očeta Jupitra, ki Portugalcem na vzhodu napove veliko srečo. Flota pristane v Melindeju, kjer jo sprejme prijazen sultan.

### Tretji spev
Po pesnikovem pozivu h Kaliopi, grški muzi epske poezije, začne Vasco da Gama pripovedovati zgodovino Portugalske. Začne s sklicevanjem na položaj Portugalske v Evropi in legendarno zgodbo o Lususu in Virijatu. Sledijo odlomki o pomenu portugalske narodnosti in nato naštevanje vojaških dejanj kraljev 1. dinastije, od Dom Alfonza Henrika do Dom Fernanda. Med epizodami, ki izstopajo, so Egas Moniz in bitka pri Ouriqueju med vladavino Dom Alfonza Henrika, formosíssima Maria (lepa Marija v portugalščini 16. stoletja) v bitki pri Saladu in Inês de Castro med vladavino Dom Alfonza IV..

### Četrti spev
Vasco da Gama nadaljuje pripoved o zgodovini Portugalske s pripovedovanjem zgodbe rodbine Avižanov od krize 1383–85 do trenutka med vladavino Dom Manuela I., ko armada Vasca da Game odpluje v Indijo. Pripovedi o krizi 1383–85, ki se osredotoča predvsem na lik Nuna Álvaresa Pereire in bitko pri Aljubarroti, sledijo dogodki iz časa vladavine Ivana II., zlasti tisti, povezani s širitvijo v Afriko.
Po tem dogodku pesem pripoveduje o pomorskem potovanju v Indijo – cilju, ki ga Ivan II. ni dosegel v času svojega življenja, a se je uresničil z Manuelom, ki sta se mu v sanjah prikazali reki Ind in Ganges, ki sta napovedovali prihodnjo slavo Orienta. Ta spev se konča z odplutjem Armade, pri čemer mornarje presenetijo preroško pesimistične besede starca, ki je bil na plaži med množico. To je epizoda Starca z Restela.

### Peti spev
Zgodba se nadaljuje s kraljem Melinde in opisuje potovanje armade iz Lizbone v Melinde. Med potovanjem mornarji vidijo Južni križ, Elijev ogenj in se soočajo z različnimi nevarnostmi in ovirami, kot so sovražnost domačinov v epizodi o Fernãu Velosu, bes pošasti v epizodi o velikanu Adamastorju ter bolezen in smrt, ki ju povzroča skorbut. Peti spev se konča s pesnikovo grajo sodobnikov, ki prezirajo poezijo.

### Šesti spev
Po pripovedi Vasca da Game armada odpluje iz Melinde pod vodstvom pilota, ki jih uči poti do Kožikode. Bakh, ko vidi, da bodo Portugalci kmalu prispeli v Indijo, prosi za pomoč Neptuna, ki skliče Concílio dos Deuses Marinhos (Svet morskih bogov), ki se odločijo podpreti Bakha in sprostiti močne vetrove, da potopijo armado. Medtem ko mornarji poslušajo Fernãa Velosa, ki pripoveduje legendarno in viteško epizodo iz Os Doze de Inglaterra (Dvanajst angleških mož), udari nevihta.
Vasco da Gama, ko vidi skorajšnje uničenje svojih karavel, moli k svojemu bogu, toda Venera pomaga Portugalcem tako, da pošlje nimfe, da zapeljejo vetrove in jih pomirijo. Po nevihti armada opazi Kožikod in Vasco da Gama se zahvali Bogu. Pesem se konča s pesnikovim razmišljanjem o vrednosti slave in časti, doseženih z velikimi dejanji.

### Sedmi spev
Potem ko obsodi nekatere druge evropske narode (ki po njegovem mnenju ne živijo po krščanskih idealih), pesnik pripoveduje o portugalski floti, ki je dosegla indijsko mesto Kožikod. Musliman po imenu Monçaide pozdravi floto in raziskovalcem pove o deželah, ki so jih dosegli. Kralj Zamorina sliši za prišleke in jih pokliče. Guverner in kraljev uradnik, imenovan Katual, pripelje Portugalce h kralju, ki jih lepo sprejme. Katual se pogovori z Monçaideom, da bi izvedel več o novih prišlekih. Nato se sam odpravi na portugalske ladje, da bi potrdil, kar mu je povedal Monsayeed, in z njim lepo ravnajo.

### Osmi spev
Katual vidi številne slike, ki prikazujejo pomembne osebnosti in dogodke iz portugalske zgodovine, vse pa avtor podrobno opiše. Bakh se v viziji pojavi muslimanskemu duhovniku na Zamorinovem dvoru in ga prepriča, da so raziskovalci grožnja. Duhovnik razširi opozorila med Katualci in dvorom, kar Zamorina spodbudi, da se sooči z da Gamo glede njegovih namenov. Da Gama vztraja, da so Portugalci trgovci in ne gusarji. Kralj nato zahteva dokaze od da Gamovih ladij, toda ko se poskuša vrniti k floti, da Gama ugotovi, da mu Katual, ki so ga muslimanski voditelji pokvarili, noče posoditi čolna v pristanišču in ga drži v ujetništvu. Da Gami se uspe osvoboditi šele potem, ko se strinja, da se vse blago na ladjah pripelje na obalo za prodajo.

### Deveti spev
Muslimani načrtujejo, da bi Portugalce zadržali, dokler ne prispe letna trgovska flota iz Meke, ki bi jih napadla, toda Monçaide pove da Gami o zaroti in ladje pobegnejo iz Kožikoda. Da bi raziskovalce nagradila za njihov trud, Venera pripravi otok, na katerem naj se počivajo, in prosi svojega sina Kupida, naj v Nereidah vzbudi željo po njih. Ko mornarji prispejo na Otok ljubezni, se oceanske nimfe pretvarjajo, da bežijo, a se hitro predajo.

### Deseti spev
Med razkošno pojedino na Otoku ljubezni Tetida, ki je zdaj da Gamova ljubica, prerokuje prihodnost portugalskih raziskovanj in osvajanj. Pripoveduje o obrambi Kočija (bitka pri Kočiju) s strani Duarteja Pacheca Pereire; o bitki pri Diuju, ki sta jo izbojevala Francisco de Almeida in njegov sin Lourenço de Almeida proti združenim gudžaratsko-egiptovskim flotam; o dejanjih Tristãa da Cunhe, Pedra de Mascarenhasa, Lopa Vaz de Sampaia in Nuna da Cunhe; in bitke, ki sta jih bila Martim Afonso de Sousa in João de Castro. Tetida nato vodi da Gamo na vrh in mu razkrije vizijo delovanja (ptolemajskega) vesolja. Potovanje se nadaljuje s trki v dežele Afrike in Azije. Na tej točki je povedana legenda o mučeništvu apostola sv. Tomaža v Indiji. Na koncu Tetida pripoveduje o Magellanovem potovanju. Ep se zaključi z nadaljnjimi nasveti mlademu kralju Sebastjanu.

## Opažanja o nekaterih epizodah

### Svet olimpskih bogov
Ta epizoda, ki sledi takoj prvi kitici pripovedi (št. 19 prvega speva) in prikazuje vstop karavane s karakankami v pesem, ki plujejo v neznano po beli peni Indijskega oceana, ima velik pomen za organizacijo pesmi. Bogovi štirih koncev sveta se ponovno zberejo, da bi se pogovorili o »prihodnjih zadevah Vzhoda« (as cousas futuras do Oriente); pravzaprav se bodo odločili, ali bo Portugalcem dovoljeno doseči Indijo in kaj se bo zgodilo potem.
Jupiter bogove opisuje kot prebivalce »sijočega, / zvezdnatega pola in svetlega prestola« (luzente, estelífero Pólo e claro Assento); ta sijoči, zvezdnat pol in svetli prestol ali Olimp sta bila že prej opisana kot »svetleča«; bogovi hodijo po »lepem kristalnem nebu« (cristalino céu fermoso) do Mlečne ceste. V 22. in 23. strofi naj bi prav tako svetile. Jupiter je opisan kot »Oče« (Padre – arhaično portugalsko za 'oče'), ki »vibrira močne žarke Vulkana« (vibra os feros raios de Vulcano) in vlada iz »kristalnega sedeža zvezd« (assento de estrelas cristalino), ki nosi »bleščečo krono in žezlo / iz druge skale, čistejši od diamanta« (hua coroa e ceptro rutilante / de outra pedra mais clara que diamante). Jupitrov stol je kristalni sedež zvezd in ostalo olimpsko pohištvo je enako okrašeno: »V sijočih sedežih, emajliranih / iz zlata in biserov, pod so bili / drugi bogovi (...)« (Em luzentes assentos, marchetados / de ouro e perlas, mais abaixo estavam / os outros Deuses (...)).
Med svetom je vedenje bogov opisano kot sramotno. Začne se kot »Razum in red sta zahtevala« (a Razão e a Ordem concertavam), konča pa se z nepokorščino, ki jo Mars brutalno konča.
Jupiter po koncu svojega govora popolnoma zanemari vodstvo drugih bogov, zato se oblikujeta dve stranki: stranka Venere, ki je naklonjena Portugalcem, in stranka Bakha, ki brani interese tega boga, ki je želel Portugalcem preprečiti dosego njihovega cilja. Svet se konča s sprejetjem stališča, ki ga je prej izrazil Jupiter; vendar Bakh tega ne sprejme.
Govor, s katerim Jupiter začne sestanek, je končan oratorij. Začne se z uvodom (1. kitica), v katerem Jupiter po izvirni dobrodošlici na kratko opredeli temo. Sledi mu, v antičnem retoričnem slogu, pripoved (preteklost kaže, da je namen fadov enak tistemu, ki ga je predstavil govornik). Nato sledi potrditev predlogov, ki so bili že podani v pripovedi 4. kitice. Ta epizoda se nato konča z dvema kiticama govora, kjer Jupiter apelira na dobrohotnost bogov glede Lusovih sinov, Jupitrov govor pa na koncu razreši razpravo.

### Lirsko-tragična epizoda
Epizoda, običajno znana kot o Inês de Castro, je ena najbolj znanih v Os Lusíadas (spev III, kitice 118–135). Običajno jo uvrščamo med lirske epizode, kar jo loči od bolj običajnih vojnih epizod. Epizoda razpravlja o usodi in vodi dogajanje do tragičnega konca, celo do nečesa podobnega kokosovemu vlaknu (apostrofa).
Poudarjena je tudi plemenitost likov na način, ki naj bi ustvaril občutke sočutja, ko protagonist trpi. Ta tehnika se najmočneje uporablja, ko se Inês bolj boji osirotelosti svojih otrok kot izgube lastnega življenja in prosi za spremembo smrtne kazni z izgnanstvom v Sibiriji (Cítia) ali v Libiji, da bi imela priložnost vzgajati svoje otroke, in jo primerjajo z »mlado lepo Polikseno«. Strofi 134 in 135 sta napisani, da bi vzbudili to usmiljenje.

### Adamastor
Epizoda Adamastor je razdeljena na tri dele. Prva, teofanija, sega od kitice 37 do 40; druga, ki je v kronološko-narativnem smislu prolepsis (preblisk), zaseda kitice od 41 do 48; končno, tretji del, morska ekloga z nekaj stičnimi točkami z Éclogo III. iz Camõesa, se konča v kitici 59.
Živahna teofanija, ki jo opisuje prvi del, je v naslednjih verzih: »Zmrzni meso in dlake / meni in vsem [drugim] samo s poslušanjem in pogledom nanj« (Arrepiam-se as carnes e os cabelos / a mi e a todos só de ouvi-lo e vê-lo). To naj bi preneslo čisti strah, neposredno grožnjo uničenja. Zlobnemu polbogu predhodi črn oblak, ki se pojavi nad glavami mornarjev. Gama, ko izraža presenečenje, ki ga doživlja, citira samega sebe: »O, božanska moč – [sem] rekel – vzvišena, / kakšno božansko grožnjo ali kakšno skrivnost / nam predstavlja to podnebje in to morje / ki se zdi večja stvar kot nevihta?« (Ó potestade – disse – sublimada, / que ameaço divino ou que segredo / este clima e este mar nos apresenta, / que mor cousa parece que tormenta?) »Čuden kolos« (estranhíssimo Colosso): »Nesramni sin Zemlje« (Filho aspérrimo da Terra) je opisan kot: »ogromna postava«, »umazana brada«, »zemeljska barva«, »poln zemlje in dlačic / črnijo usta, porumenijo zobe« (disforme estatura, barba esquálida, cor terrena, cheios de terra e crespos os cabelos / a boca negra, os dentes, amarelos).
Takšen poudarek na Adamastorjevem videzu naj bi bil v nasprotju s predhodno pokrajino, ki je bila izražena kot: »južna morja« (mares do Sul): »(...) / vetrovi pihajo ugodno / ko neke noči, brezbrižno / opazuješ v ostrem premcu, / (...)« ((...) / prosperamente os ventos assoprando, / quando hua noite, estando descuidados / na cortadora proa vigiando, / (...)). Končna morska ekloga se ujema z vzorcem, ki je skupen mnogim Camõesovim liričnim skladbam: zaljubljanje, prisilna ločitev, žalovanje zaradi neuspešnih sanj.

## Luzijadav slovenščini
Luzijada: izbor [izbor odlomkov, prevod: Andrej Capuder; spremna beseda in opombe: Anton Debeljak in Andrej Capuder] je izšla pri Mladinski knjigi, 1976. – (Knjižnica Kondor).